# 廖科溢
廖科溢（1977年2月13日—），臺灣電視主持人，曾任寰宇新聞二台主播、亞洲衛星電視專任節目主持人、香港《Life我的生活空間雜誌》客座專欄作家，獲得第49屆金鐘獎行腳節目主持人獎、第53屆金鐘獎生活風格節目主持人獎。2022年11月29日從亞洲衛星電視離職。

## 演出作品

### 電視劇
- 2018年 亞洲旅遊台《果然愛情很麻煩》飾演武翔

## 主持作品

### 電視
| 日期   | 頻道           | 節目                         | 備註           |
|        |                | 《大人的旅行學》             | 製作人兼主持人 |
|        |                | 《出發吧鐵三角》             | 主持人         |
|        | 亞洲旅遊台     | 《雲端裡的49天》             | 主持人         |
|        | 亞洲旅遊台     | 《溢遊未盡》（第一至三季）   | 主持人         |
|        | 亞洲旅遊台     | 《我的非洲很有事》           | 製作人兼主持人 |
|        | 亞洲旅遊台     | 《秘境不思溢》（第一至四季） | 主持人         |
|        | 亞洲旅遊台     | 《發現北緯30度II》           | 主持人         |
|        | 亞洲旅遊台     | 《發現北緯30度》             | 主持人         |
|        | 亞洲旅遊台     | 《發現大絲路IV》             | 主持人         |
|        | 亞洲旅遊台     | 《發現大絲路III》            | 主持人         |
|        | 亞洲旅遊台     | 《發現大絲路II》             | 主持人         |
|        | 亞洲旅遊台     | 《發現大絲路》               | 主持人         |
|        | 寰宇新聞台     |                              | 新聞主播       |
|        | 寰宇新聞台灣台 | 《寰宇觀察室》               | 主持人         |
|        | 美食星球       | 《大口吃世界》               | 主持人         |
|        | 美食星球       | 《美食哈客》                 | 外景主持人     |
| 2023年 | 緯來育樂台     | 溢起趣打卡                   | 主持人         |

### 電台
| 日期           | 頻道     | 節目               | 備註       |
| 2015年10月30日 | 飛碟電台 | 《好男好女過日子》 | 代班主持人 |

## 出版作品
- 2015年7月27日／《發現大絲路：小主播廖科溢的大冒險》／時報文化／ISBN 978-9571363059

## 代言
- 和風生技「捷力定EX膠原加鈣雙效版」

## 獎項紀錄
| 年份   | 獲提名             | 獎項                             | 結果 |
| ------ | ------------------ | -------------------------------- | ---- |
| 2013年 | 《發現大絲路》     | 第48屆金鐘獎行腳節目主持人獎     | 提名 |
| 2014年 | 《發現大絲路Ⅱ》    | 第49屆金鐘獎行腳節目主持人獎     | 獲獎 |
| 2016年 | 《發現北緯30度II》 | 第51屆金鐘獎行腳節目主持人獎     | 提名 |
| 2018年 | 《秘境不思溢 III》 | 第53屆金鐘獎生活風格節目主持人獎 | 獲獎 |
| 2022年 | 《出發吧！鐵三角》 | 第57屆金鐘獎生活風格節目主持人獎 | 提名 |

## 外部連結
- 廖科溢的Facebook專頁
- 廖科溢的Instagram帳戶